# Rudbeckianska gymnasiet
För andra skolor med liknande namn, se Rudbecksskolan.
Rudbeckianska gymnasiet är en gymnasieskola i Västerås, belägen intill stadsbiblioteket och domkyrkan. Skolan består av Hallskolan, Gamla huvudbyggnaden, Gamla annexet, Nya annexet, Gamla gymnastiksalen och Nya gymnastiksalen. Antalet elever var år 2020 cirka 1 300, vilket gör gymnasiet till Västerås största.

## Historia
På skolans plats, vid Västerås domkyrka, har det bedrivits undervisning sedan 1200-talet. Redan 1311 nämns en skola på området i skrift.
På 1600-talet ökade behovet från den statliga byråkratin och från den borgerliga sektorn av högre utbildad arbetskraft. Gustav II Adolf framställde därför om detta i en skrivelse till 1620 års riksdag, och den 25 mars 1623 utfärdades fundationsbrevet för Västerås Gymnasium av samme kung. Skolan var Sveriges första gymnasium och biskopen Johannes Rudbeckius var den som med sin fru Malin låg bakom dess grundande.
Gymnasiet som Rudbeckius startade hade inspiration från Tyskland och Bremens skolordning från 1591 för att driva högre utbildning. Eleverna, som kallades djäknar, undervisades i teologi, fysik, matematik, grekiska, latin, logik, politik och hebreiska. Utbildningen som bedrevs inom skolan var en prästutbildning. Av de ursprungliga tre byggnaderna inom vilka undervisning bedrevs finns en kvar idag. 1855 byggdes en ny huvudbyggnad som idag är Sveriges äldsta fungerande gymnasiebyggnad. 
En tidigare trivialskola ombildades 1820 en högre lärdomsskola och en apologistskola tillkom.  1857 slogs denna samman med gymnasiet och bildade ett högre elementarläroverk som 1879 blev Västerås högre allmänna läroverk. Skolan kommunaliserades och namnändrades 1966 till Rudbeckianska skolan, senare Rudbeckianska gymnasiet. Studentexamen gavs från 1866 till 1968 och realexamen från 1907 till 1963.

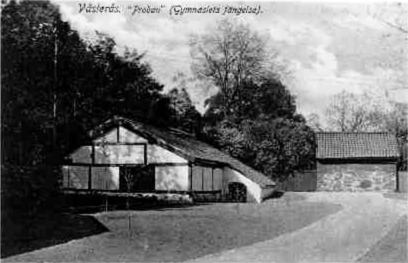
Proban, fängelset för djäknar och lärare från Rudbeckianska gymnasiet. Från ett vykort daterat 1910.

Till skolan hörde även ett fängelse, proban eller prubban. I proban fick inte bara djäknar avtjäna straff utan lärare och präster kunde också hamna i proban om de inte följt reglerna. Det togs ur bruk år 1801. Proban i Västerås är det enda skolfängelse i Sverige som finns bevarat. Som av en följd av att det borgerliga samhället växte fram och tog över den lagstiftande makten kom utövandet att bli mindre godtyckligt och mer individuellt. Behovet av klarhet och förutsägbarhet gjorde att det under 1800-talets första hälft under en period istället var ett ökat fokus på att i detalj reglera vad som var och inte var tillåtet på skolan. Till exempel var det under ett tag förbjudet att vistas utomhus efter klockan nio på kvällen, och efter klockan sex var man tvungen att berätta om vart man begav sig. Det var förbjudet att vistas på krogar eller lokaler för spelverksamhet.
Gymnasiet har också bevarat ett sigill som föreställer jungfru Maria, en madonnabild från 1600-talet. I skolan finns också rektorsspiror bevarade samt två äldre glober, en himmelsglob och jordglob.

## Personligheter
Olof Rudbeck den äldre, född 1630, död 1702, var son till grundaren Johannes Rudbeckius. Efter sina studier på gymnasiet i Västerås studerade han vid Uppsala universitet. Han upptäckte lymfkärlsystemet, skapade den berömda anatomiska teatern i Uppsala och skrev verket Atlantica.
Juristen Richard Dybeck, född 1811, död 1877, skrev texten till nationalsången "Du gamla, du fria" (visan tog han från en folkvisa hörd i Västmanland) år 1844. Han gick på gymnasiet i Västerås innan han fortsatte vidare till Uppsala Universitet och en hovrättsexamen.
Erik Axel Karlfeldt tog mogenhetsexamen på Västerås högre allmänna läroverk 1885.
Revykungen Ernst Rolf, född 1891, död 1932, gick ett par terminer 1905–1906 på skolan, där han gjorde starkt intryck i årskurs 6 när han dykt upp med en "illande gul halmhatt" på skolgården. Därefter slutade han skolan och återvände till Falun för att arbeta på en postorderfirma. Året efter tog han sitt artistnamn och började sin sång- och musikkarriär.
Poeten Bo Setterlind gick på skolan och avlade 1944 sin examnen vid det som då hette Västerås högre allmänna läroverk. 
Frans Olof Stenström, född 1899, död 1996, lektor i matematik på skolan från år 1936 och rektor från år 1949. Han var ordförande för Uppsala studentkår åren 1930 - 1931 och poet.
Kristina Sigunsdotter, född 1981, elev på skolan 1997-2000. Författare, konstnär och dramatiker. Vinnare av Augustpriset  2020 i kategorin Barn och ungdom för boken Humlan Hanssons hemligheter.
Helen Dannetun var rektor för Linköpings universitet åren 2011-2020.

## Botaniska trädgården
Sveriges äldsta gymnasieträdgård ligger i centrum av Västerås, mellan Rudbeckianska gymnasiet och Västerås stadsbibliotek. Trädgården anlades som en kålgård som dock förstördes i stadsbranden 1714. 

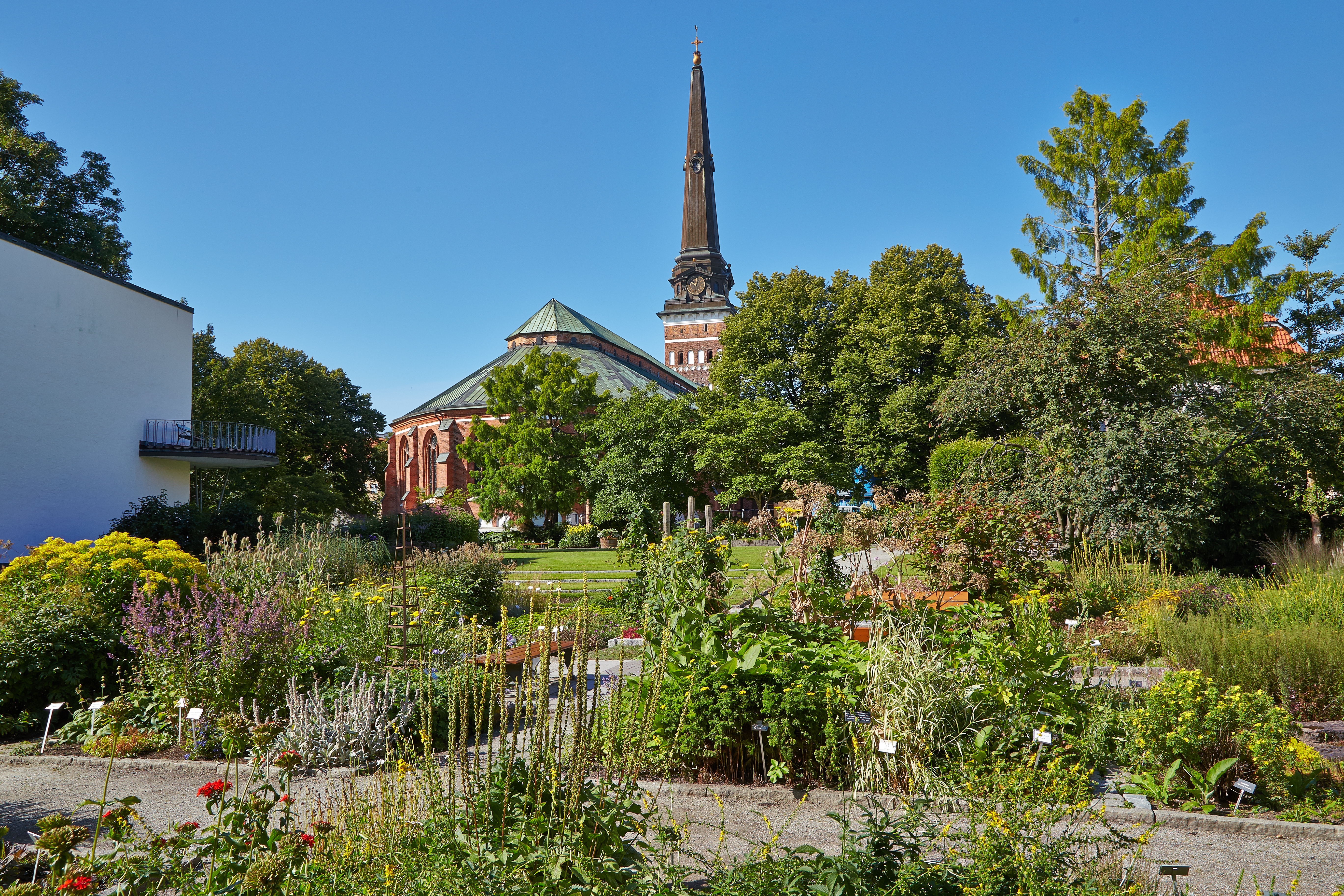
Västerås botaniska trädgård med domkyrkan i bakgrunden och stadsbiblioteket till vänster.

Uppbyggnaden skedde först i mitten av 1700-talet av lektor Andreas Carlbaum som anlade en botanisk trädgård (lat. hortus botanicus). 
I början av 1900-talet utvecklas trädgården, bland annat under professor Rutger Sernanders beskydd. Sitt nuvarande utseende fick den i samband med stadsbiblioteksbygget och tillbyggnaden av Rudbeckianska gymnasiet. 
I trädgården finns Anders Zorns skulptur Morgonbad.